# Лигнајт (Северна Дакота)
Лигнајт (енгл. Lignite) град је у америчкој савезној држави Северна Дакота.

## Демографија
По попису из 2010. године број становника је 155, што је 19 (-10,9%) становника мање него 2000. године.
| Група             | 2000.        | 2010.       |
| Белци             | 174 (100,0%) | 145 (93,5%) |
| Афроамериканци    | 0 (0,0%)     | 0 (0,0%)    |
| Азијати           | 0 (0,0%)     | 1 (0,6%)    |
| Хиспаноамериканци | 0 (0,0%)     | 7 (4,5%)    |
| Укупно            | 174          | 155         |